# 알렉산드르 수마로코프

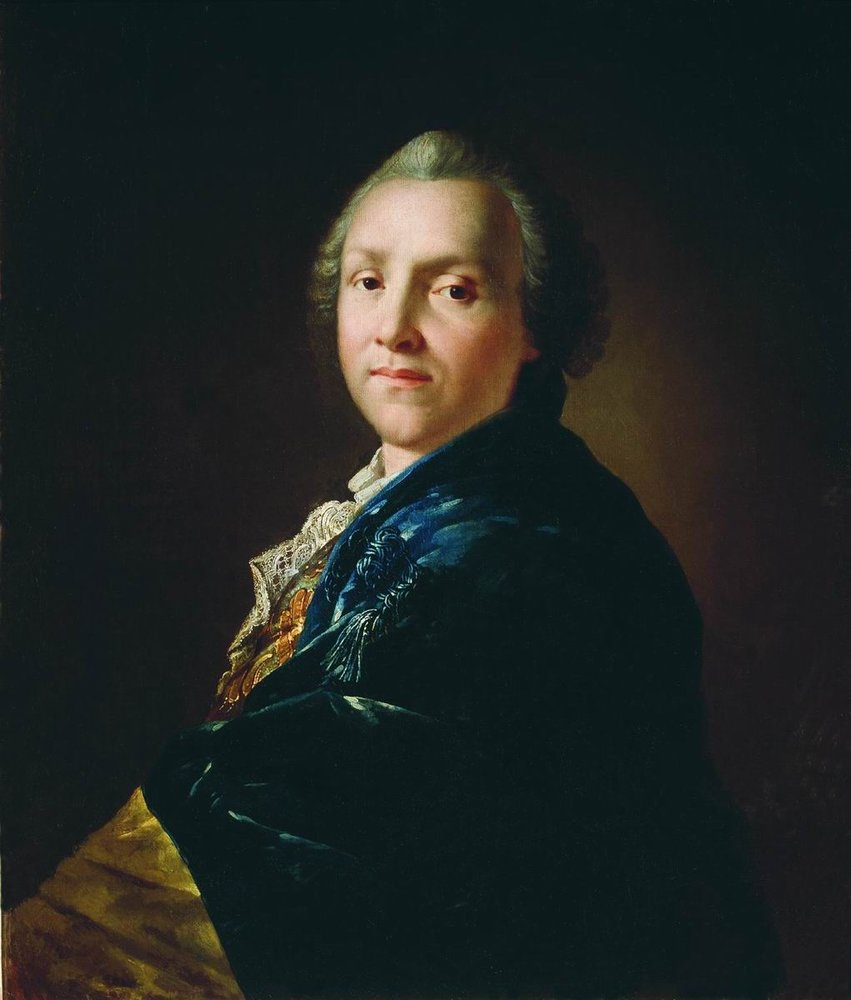
초상화

알렉산드르 수마로코프(러시아어: Алекса́ндр Петро́вич Сумаро́ков, 1717년 11월 25일 ~ 1777년 10월 12일)는 러시아의 고전주의 극작가·시인이다.
명문귀족 출신이며 유년학교를 졸업한 후 군에 복무했다. 이 기간에 쓴 수편의 비극으로 명성을 떨쳤고 러시아 최초의 국립극장 지배인이 되었다. 처음에는 트레자코프스키의 문학이론에 공명하고 이어서 로모노소프풍의 새로운 시를 썼으나, 무엇보다 자신의 길잡이로 삼은 것은 말레르보, 라신, 몰리에르 등 프랑스 작가들이었다.
그의 작품은 비극, 우화시, 송시, 서정시 등 고전주의 문학의 거의 모든 장르에 이르고 있다.